# 도사 (음식)
도사(힌디어: दोसा, 텔루구어: దోసె 도세, 칸나다어: ದೋಸೆ 도세, 말라얄람어: ദോശ 도샤, 타밀어: தோசை 토사이)는 쌀과 우라드콩을 갈아 만든 발효 반죽물을 얇게 부친 음식이다. 남인도와 스리랑카에서 흔히 먹던 음식이지만 현재는 남아시아의 다른 지역에서도 즐겨 먹는다. 전통적으로 도사는 삼바르나 차트니 등과 먹으며, 이들리 포디를 곁들이기도 한다.

## 역사
도사는 남인도의 토착 요리이다. 기원은 불분명하지만, 카르나타카주 우두피에서 처음 만들어졌다는 설과, 상감 문학에 등장하는 것에 비추어 보았을 때 1세기에 타밀라캄 지역에 이미 존재했다는 주장이 있다. 전통적인 타밀 도사는 부드럽고 두꺼웠으며, 얇고 바삭바삭한 도사는 비교적 최근에 카르나타카주에서 처음 만들어진 것으로 보인다. 12세기에 옛 카르나타카 지역의 소메슈와라 3세가 편찬한 산스크리트어 백과사전인 《마나솔라사》에도 도사 조리법이 기록되어 있다.
인도의 독립 이후에 북인도 지역에서도 도사와 같은 남인도 요리들을 점점 흔히 볼 수 있게 되었는데, 도사는 우두피 음식점들이 문을 열면서 소개되었으며 흔히 우두피 요리로 여겨진다. 안드라프라데시주, 카르나타카주, 케랄라주, 타밀나두주, 텔랑가나주 등 남인도 지역에서는 도사를 주식으로 먹는다. 인도의 다른 지역이나 스리랑카, 네팔 등 남아시아 지역 외에도 동남아시아의 말레이시아, 싱가포르 등지에서도 도사를 흔히 볼 수 있다.

## 영양
쌀과 우라드콩으로 만든 도사에는 탄수화물과 단백질이 많이 들어 있으며, 설탕이나 포화 지방은 함유하지 않는다. 반죽물 발효 과정에서 비타민 B, C 함량이 증가한다.

## 만들기
물에 불려 둔 쌀과 우라드콩을 곱게 갈아 반죽물을 만드는데, 호로파 씨를 쌀과 함께 불리기도 한다. 쌀과 우라드콩의 비율은 보통 4:1이나 5:1 정도이다. 반죽은 밤새 발효시킨 다음에 물을 타 점도를 맞추며, 식용유나 기를 두른 타바(전통 번철)에 국자로 조금씩 떠서 펴 익힌다. 크레프처럼 얇게 만들기도 하고 팬케이크처럼 두껍게 만들기도 한다. 따뜻할 때 반으로 접거나 랩처럼 돌돌 말아서 차트니나 삼바르 등과 함께 낸다.

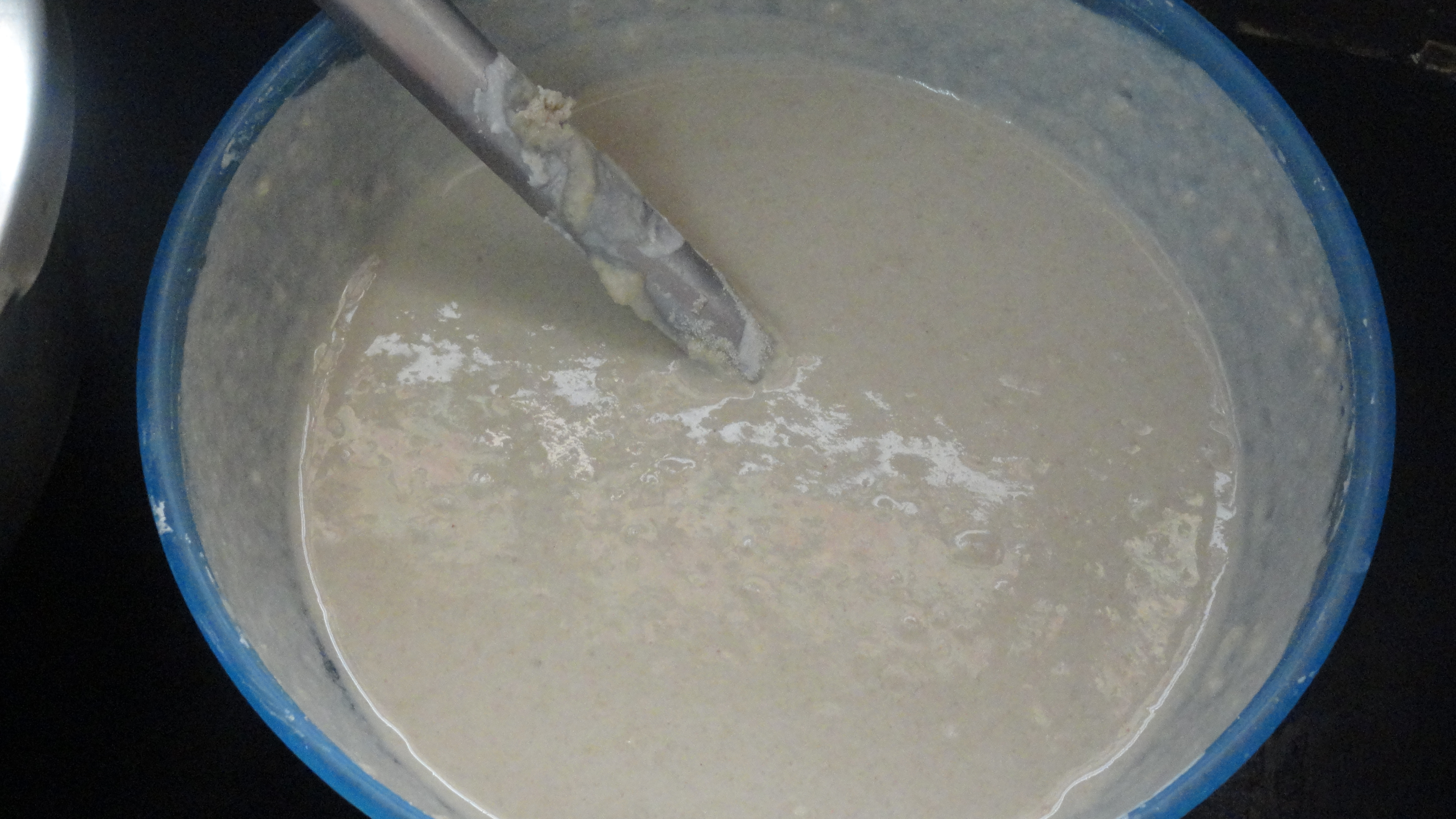
도사 반죽물
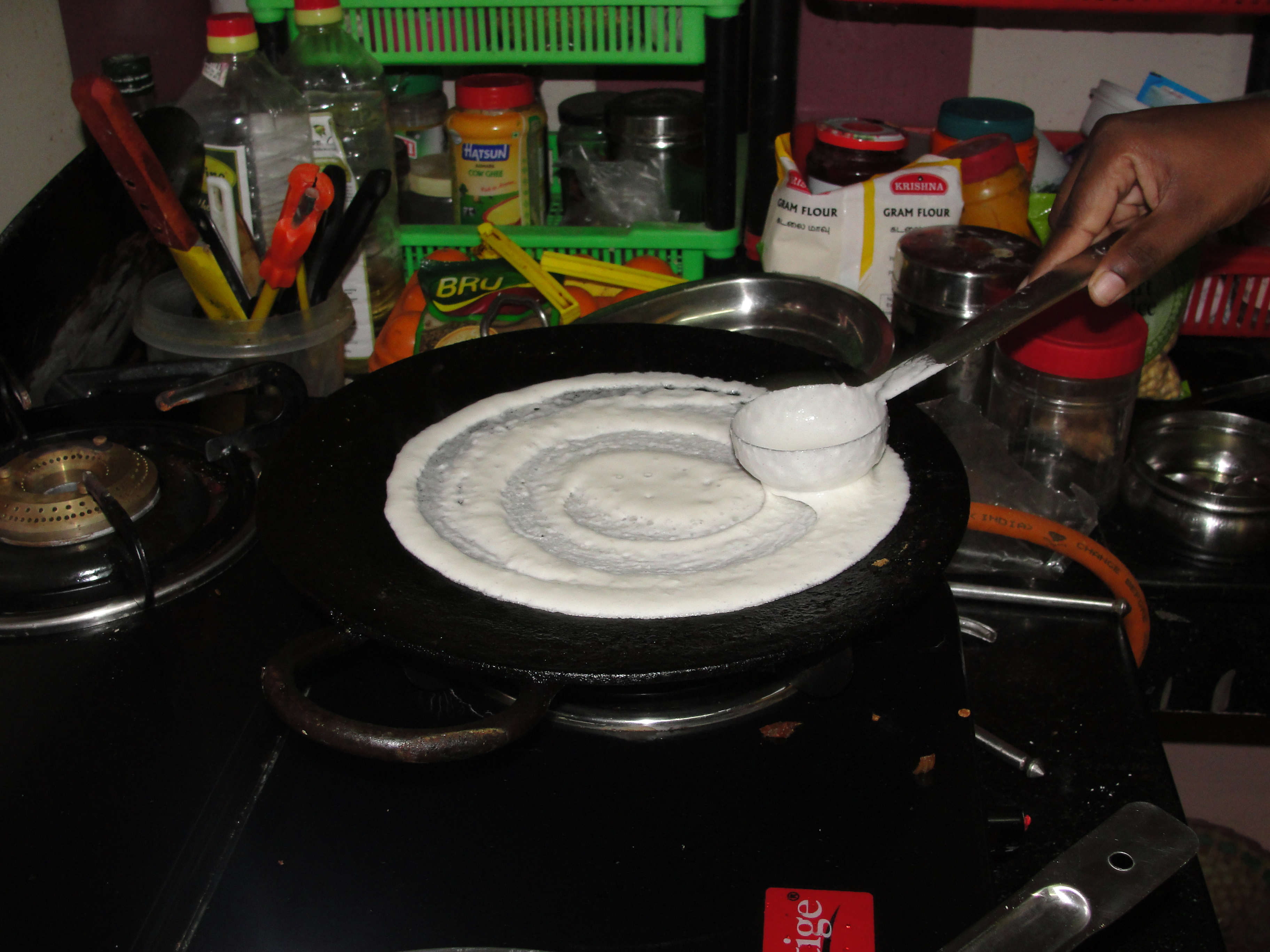
도사 만들기
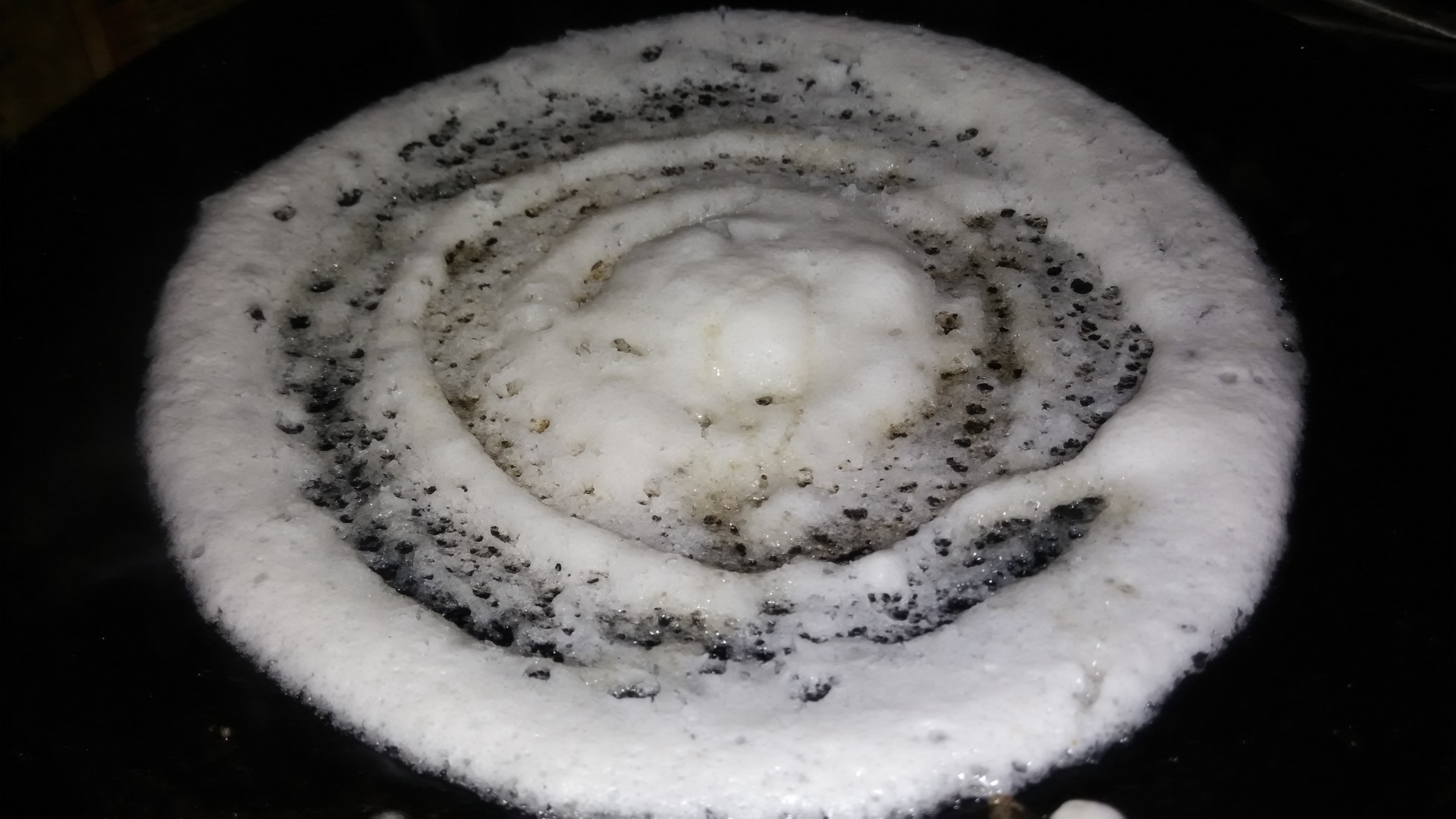
도사 만들기
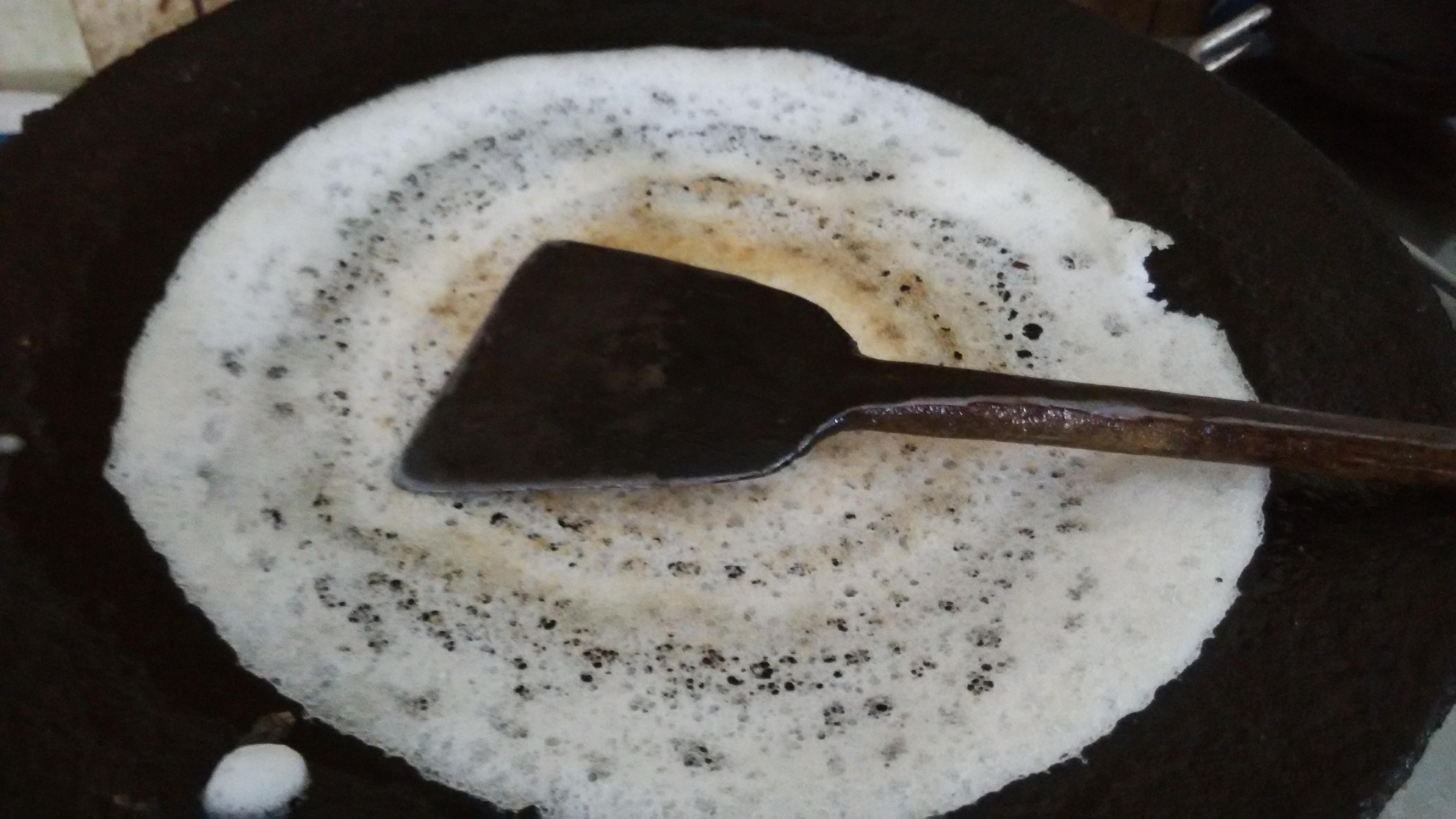
도사 만들기
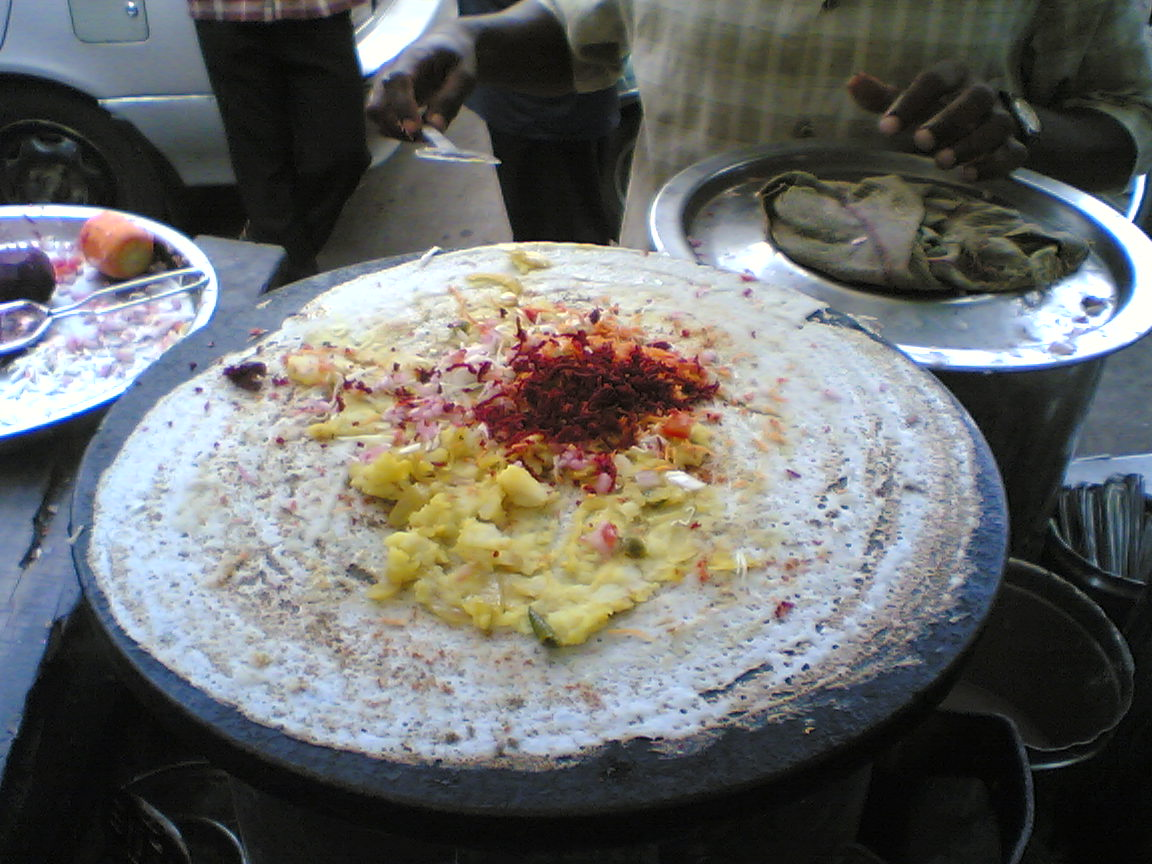
도사 만들기 (영상)
- 마살라 도사 만들기

## 종류
가장 흔히 볼 수 있는 것은 감자 소를 넣은 마살라 도사이며, 소를 넣지 않은 것은 사다 도사(힌디어: सादा डोसा)라 부른다. 도사는 보통 쌀과 우라드콩을 섞어 만든 반죽물을 쓰지만, 다른 재료를 쓰기도 한다. 반죽과 소에 쓰는 재료에 따라 여러 종류가 있다.
- 고두마핀디 아투(గోధుమపిండి అట్టు): 밀가루로 만든 도사이다.
- 니루 도세(ನೀರು ದೋಸೆ): 쌀로 만든 도사이다.
- 라바 도샤(റവ ദോശ): 세몰리나로 만든 도사이다.
- 미나파 아투(మినప అట్టు) 또는 미나파투(మినపట్టు): 우라드콩으로 만든 도사이다.
- 벤네 도세(ಬೆಣ್ಣೆ ದೋಸೆ): 버터를 넣어 만든 쌀 도사이다.
- 페사라 아투(పెసర అట్టు) 또는 페사라투(పెసరట్టు): 녹두로 만든 도사이다.

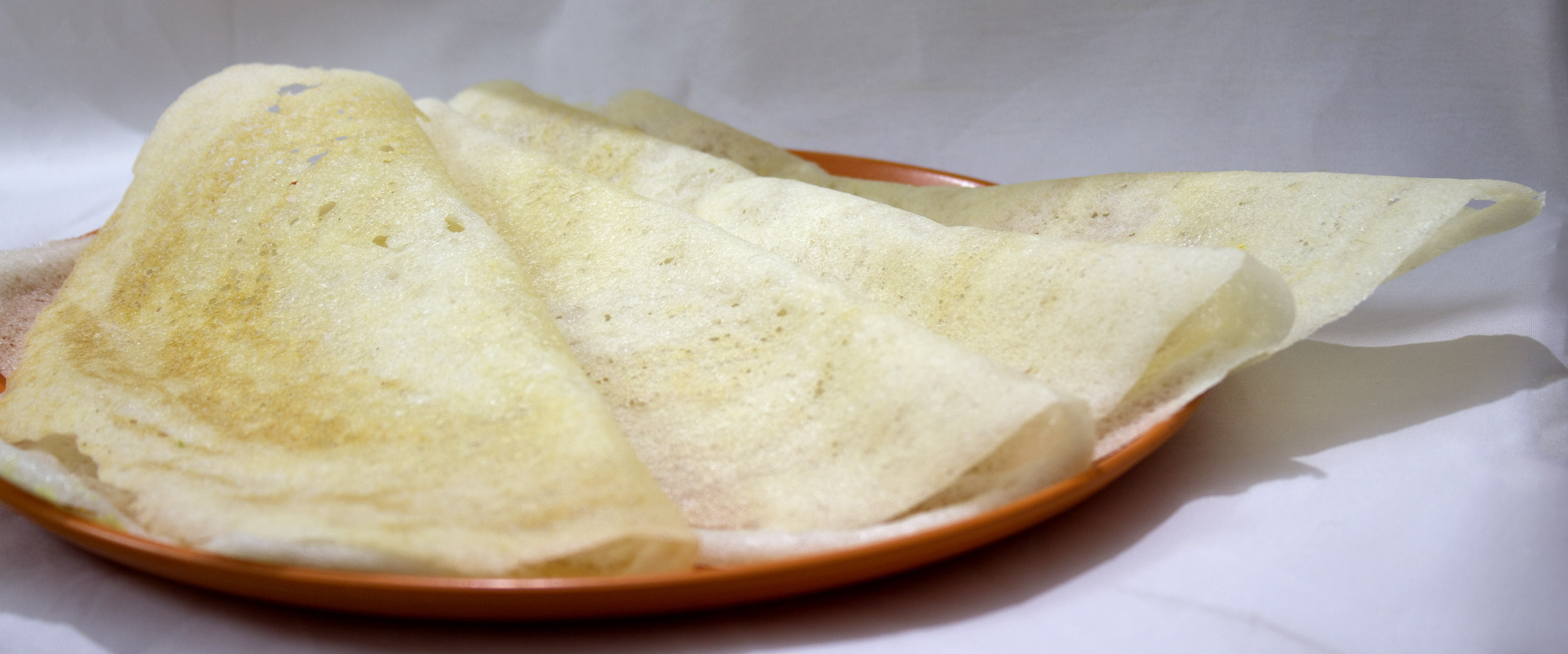
사다 도사(플레인 도사)
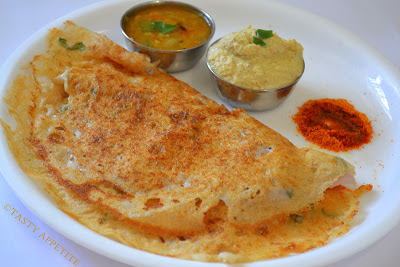
고두마핀디 아투(밀가루 도사)
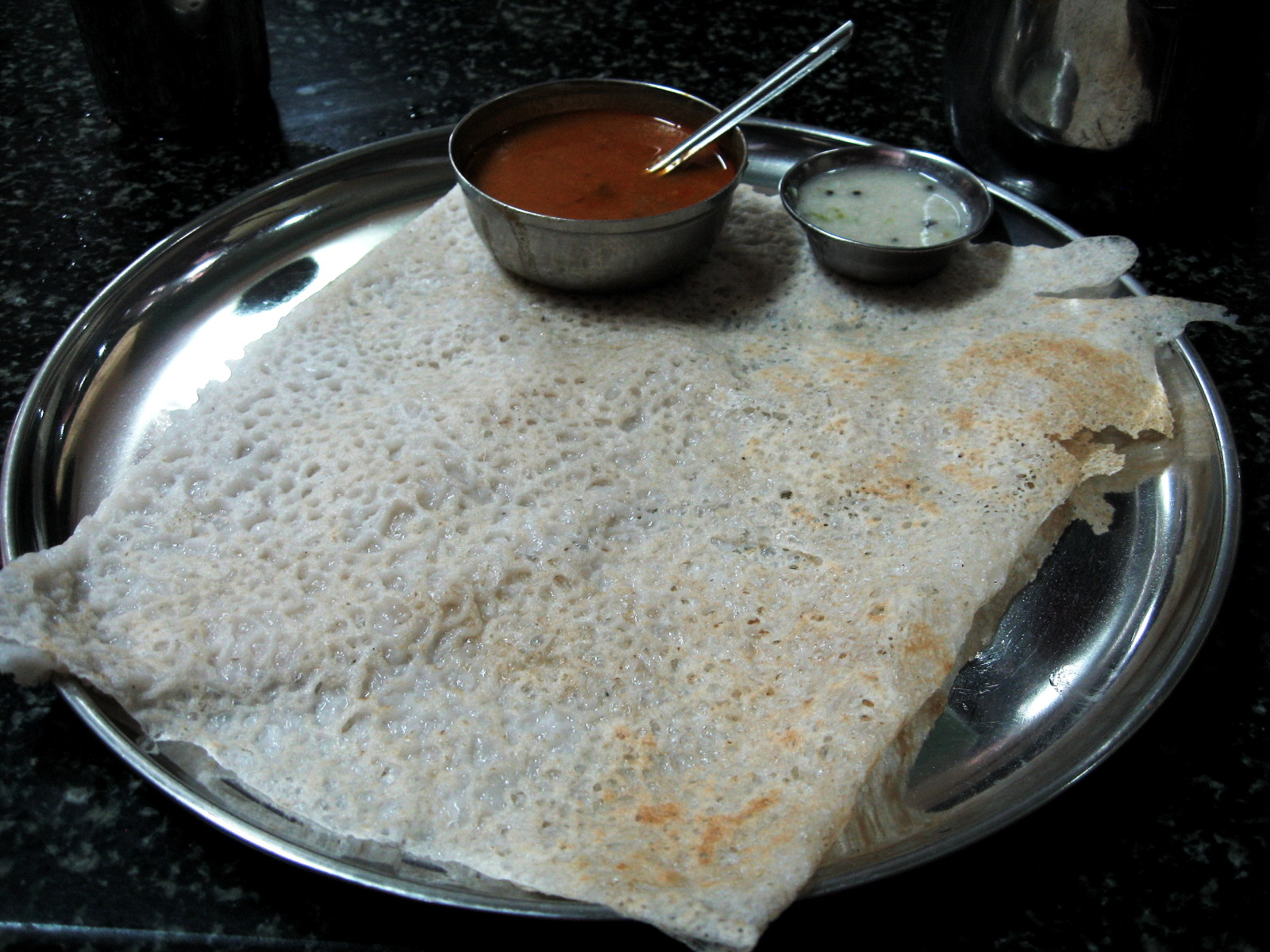
니루 도세(쌀 도사)
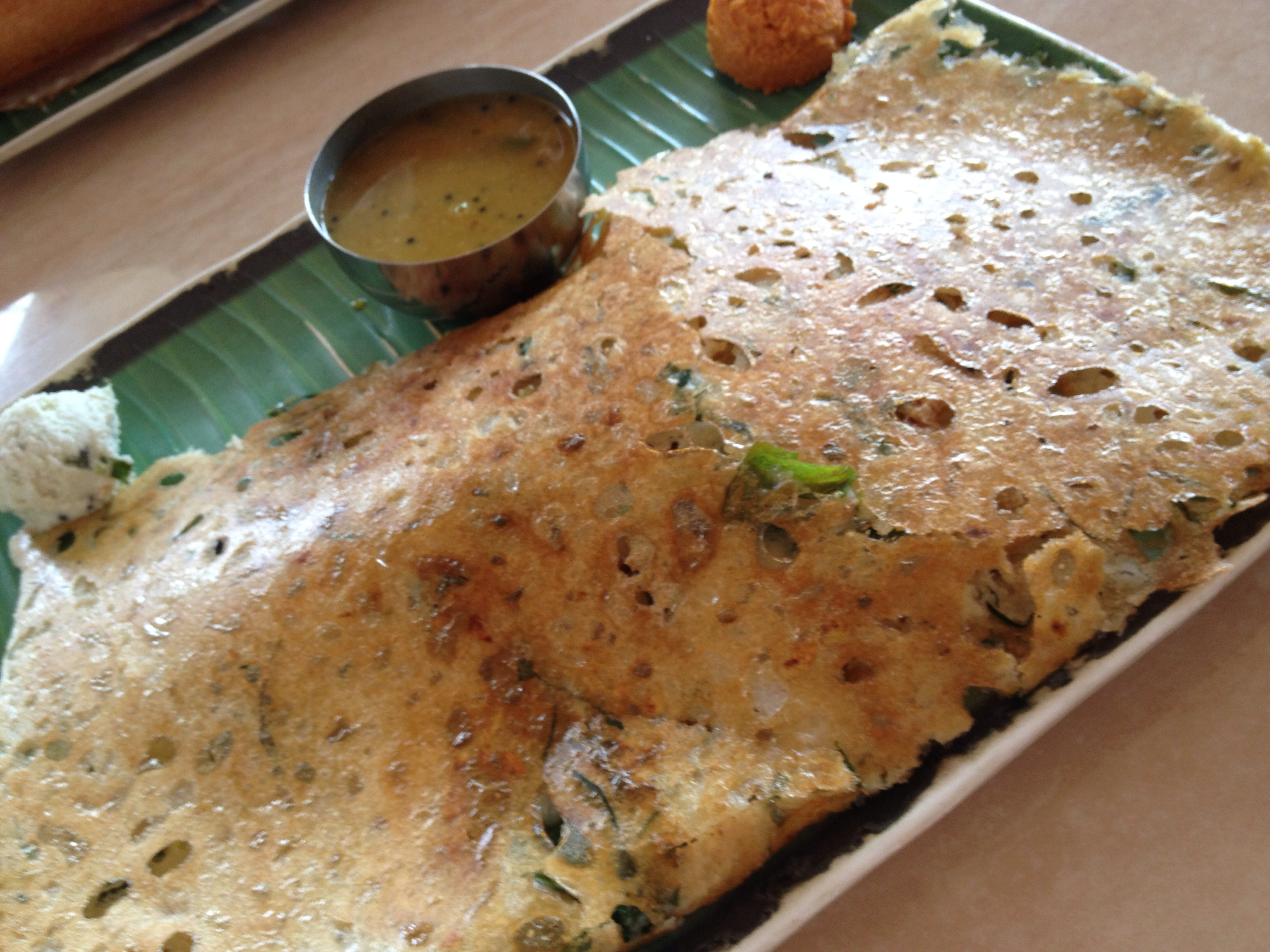
라바 도샤(세몰리나 도사)
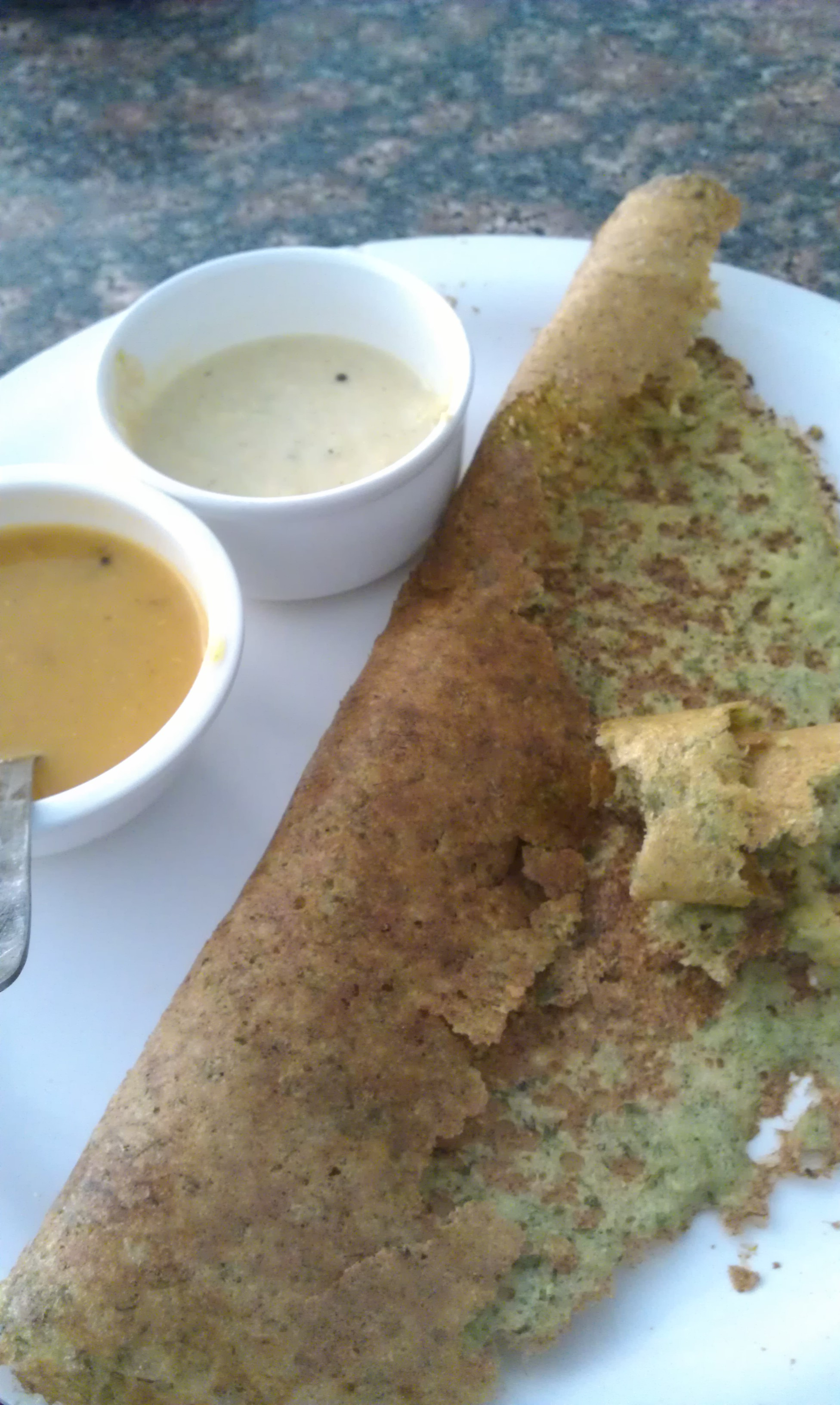
페사라 아투(녹두 도사)
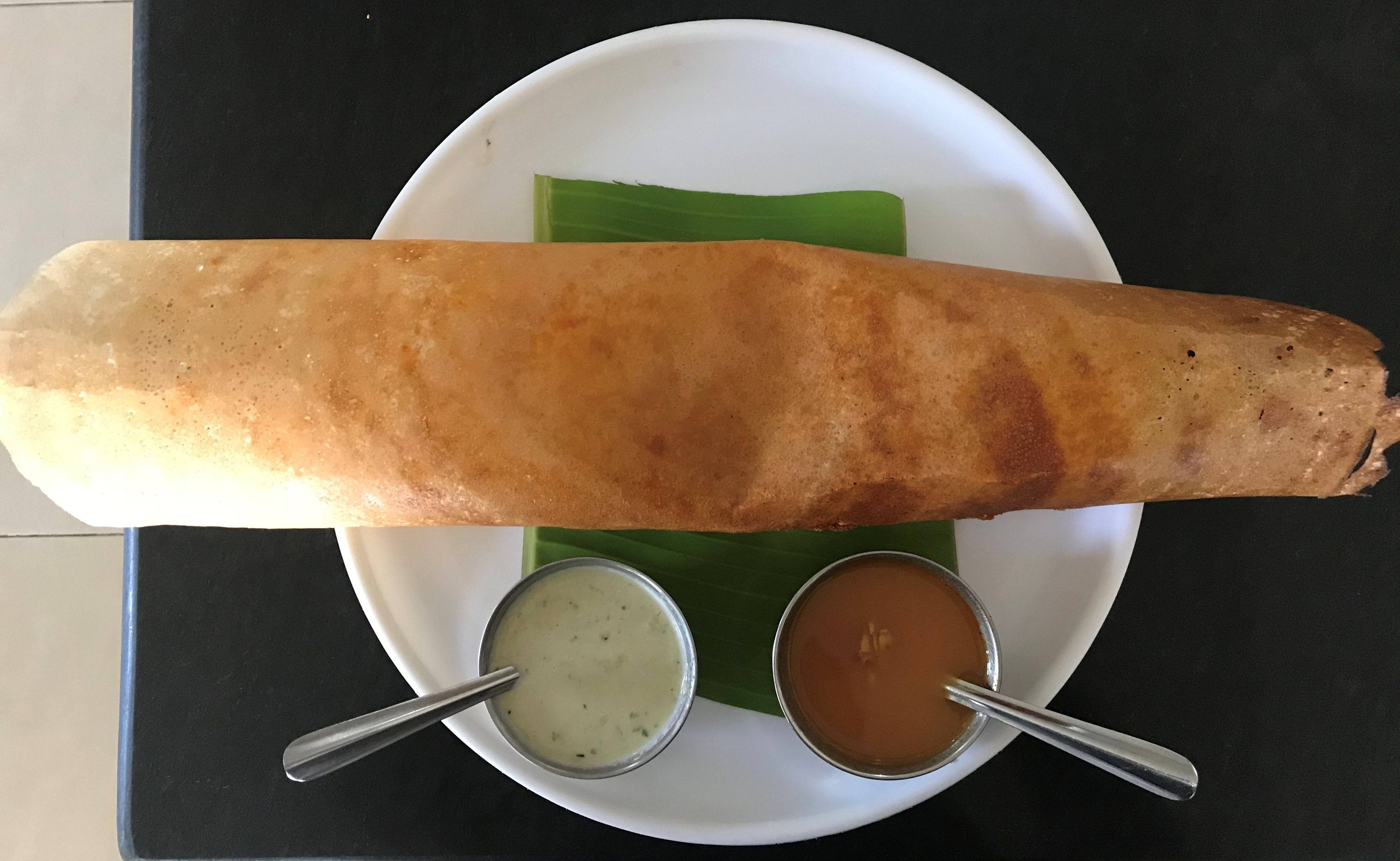
마살라 도사

## 같이 보기
- 아팜
- 우타팜